# Илия Тетовчето
Илия Тетовчето е български революционер, велешки войвода на Вътрешната македоно-одринска революционна организация.

## Биография
Роден е в Тетово, тогава в Османската империя. Присъединява се към ВМОРО и към 1903 година е войвода във Велешко. През 1904 година той и войводата Георги Попов се опитват да разпрострят организационната мрежа в сърбоманската област Азот. В края на 1904 година четата е предадена и в завързалото се сражение загиват двамата войводи и някои от четниците.